# Alcmena

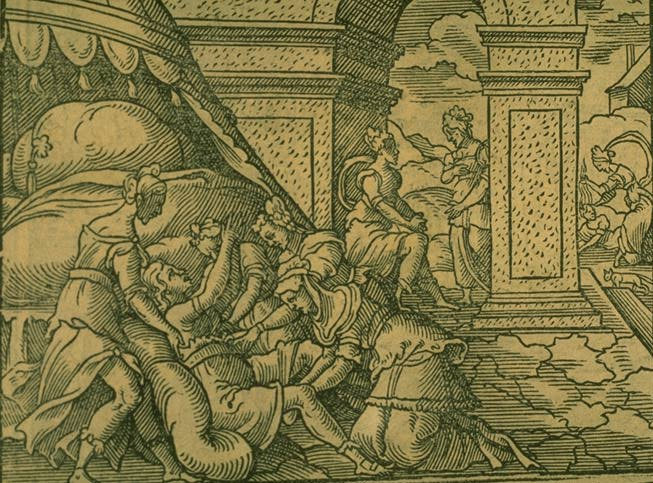
Las tribulaciones de Alcmena en un grabado para Las metamorfosis, de Ovidio, 1581.

En la mitología griega Alcmena (en griego Ἀλκμήνη, Alkmênê, ‘poder de la luna’, o Alcumena en latín)  es recordada especialmente por ser la madre de Heracles o Hércules, el héroe por excelencia de la mitología clásica. Alcmena alumbró a Heracles de Zeus pero por su esposo Anfitrión fue madre además de Ificles y Laónome. Era considerada una antepasada de los heráclidas, y adorada en Tebas y Atenas.

## Ascendencia
En cuanto a su abolengo, Alcmena es, en la poesía épica, hija de Electrión, hijo de Perseo, y de Lisídice, hija de Pélope. Por su padre recibe el patronímico de Electriona, esto es, «hija de Electrión». Alcmena es, por lo tanto, prima de Anfitrión y Euristeo. Fuentes posteriores varían la identidad de su madre, siendo esta Anaxo, hija de Alceo,o bien Eurídice, hija de Pélope. Una última versión la imagina, en cambio, como hija de Anfiarao y Erífile.

## Alcmena, Anfitrión y Zeus
El padre de Alcmena, Electrión, deseoso de vengar la muerte de sus hijos, entregó el reino a Anfitrión, juntamente con su hija Alcmena, haciéndole jurar que la mantendría virgen hasta su regreso, y se dispuso a guerrear contra los teléboas. Tras el regreso de Anfitrión Alcmena se enteró de la muerte de su padre y le dijo a Anfitrión que solo se casaría con él después de que fuera vengada la muerte de sus hermanos, quienes también habían muerto en la guerra. 

Antes de que Anfitrión regresara a Tebas, Zeus se presentó una noche y, haciéndola durar como tres, yació con Alcmena en figura de Anfitrión y le relató la victoria contra con los teléboas. Cuando llegó Anfitrión y vio que su mujer lo acogía sin entusiasmo, le preguntó el motivo, y al decirle Alcmena que a su regreso la noche anterior ya se había acostado con ella, Tiresias le aclaró que la unión amorosa había sido con Zeus. Alcmena concibió dos hijos, de Zeus a Heracles, mayor una noche de Ificles, habido de Anfitrión:
O como la que abandonando su casa y la tierra patria, llegó a Tebas con el belicoso Anfitrión, Alcmena, hija de Electrión, incitador de ejércitos. Ella sin duda superaba a toda la especie de femeninas mujeres en aspecto y estatura; y, aún más, en espíritu ninguna era su rival de cuantas parieron mortales acostadas con mortales. De su cabeza y negras pestañas se exhalaba tal fragancia cual de la muy dorada Afrodita; además, tan de corazón honraba a su marido como nunca jamás lo honró ninguna de las femeninas mujeres. (...) Por su parte, el padre de hombres y dioses urdía otro plan en su corazón, con la idea de engendrar un defensor del mal para dioses y hombres. (...) Toda la noche estuvo acostado con su recatada esposa, disfrutando los dones de la muy dorada Afrodita. Y ella, entregada a un dios y a un varón con mucho el mejor, dio a luz, en Tebas la de siete puertas, dos niños gemelos (...) Uno entregada al Cronión amontonador de nubes; Ificles, por el contrario, a Anfitrión incitador de ejércitos. Descendencia distinta: uno mezclada con hombre mortal; el otro, con Zeus Cronión.

## Cólera de Hera y alumbramiento de Heracles
Cuando Heracles estaba a punto de nacer, Zeus declaró ante los dioses que el primer descendiente de Perseo reinaría en Micenas, y Hera por envidia convenció a las Ilitías para que retrasaran el parto de Alcmena, y apresuró el nacimiento del hijo de Esténelo, Euristeo, que así fue sietemesino. Tzetzes refiere que Alcmena había alumbrado a Heracles el décimo mes de embarazo. En la Ilíada es la propia Hera la que, para evitar el juramento de Zeus, bajó hasta Argos y allí ella en persona apresuró los dolores de parto de Nicipe, la esposa de Esténelo.
Siendo Heracles de ocho meses, Hera, deseosa de matarlo, envió dos enormes serpientes a su cama; Alcmena llamó en su ayuda a Anfitrión, pero Heracles, incorporándose, las estranguló con las manos. No obstante Ferécides dice que Anfitrión, para averiguar cuál de los hijos era el hijo de Zeus, puso las serpientes en la cama; y como Ificles huyó y Heracles se quedó, supo que aquél era su hijo.
Otra versión especifica que Lucina (Ilitía) fue enviada al palacio con la orden de que retrasara el parto cruzándose de piernas a las puertas de la habitación. Sus planes fueron frustrados por Galántide o Galantis, la sierva de Alcmena, quien mintió a Lucina diciendo ya había traído al niño al mundo. Lucina, sorprendida, se puso de pie y en este el acto dejó de tener las piernas cruzadas, por lo que Alcmena pudo por fin dar a luz. No obstante Lucina, indignada por la treta, transformó a la sirvienta en una comadreja. Pausanias dice, en cambio, que Hera envió a las Farmácidas («hechiceras» o «brujas»), como eran referidas por lo tebanos, y que estas lograron impedir el nacimiento hasta que Históride o Historis, hija de Tiresias, ideó un truco para engañar a las brujas: dio gritos de júbilo, de manera que lo oyesen, como si Alcmena hubiese dado a luz. Dicen que ellas, engañadas de este modo, se marcharon.
O bien dicen que Alcmena, temerosa de los celos de Hera, expuso al recién nacido en un lugar que actualmente recibe por él el nombre de «Llanura de Heracles». Entonces Atenea persuadió a Hera para que le diera de mamar pero el niño ejerció tanta fuerza que Hera tuvo que sacárselo de entre sus pechos. Después Atenea lo llevó junto a su madre y le ordenó que lo criara.

## Eventos posteriores y muerte
Una vez que Heracles se hubo asentado entre los dioses, Alcmena y sus nietos tuvieron que huir de la cólera de Euristeo. Apoyados por Ceix de Traquis y por un ejército de atenienses, el propio Euristeo fue finalmente derrotado. El propio Euristeo huyó en un carro e Hilo, que iba en pos de él, lo mató; cortó su cabeza y se la entregó a Alcmena, que le arrancó los ojos con una lanzadera. Eurípides, en cambio, dice que Yolao fue el captor de Euristeo y el que se lo llevó ante su abuela Alcmena para su ejecución. Finalmente Radamantis, hijo de Zeus, se desposó con Alcmena después de la muerte de Anfitrión y vivió desterrado en Ocáleas en Beocia. Los propios tebanos, no obstante, dicen que Alcmena sí que murió pero fue convertida en piedra en el proceso. Pausanias dice, no obstante, que la tumba de Alcmena se encuentra cerca de Mégara.